# 帕索安乔
帕索安乔（西班牙語：Paso Ancho）是巴拿马奇里基省Tierras Altas District的一个城市。帕索安乔设立于2013年9月13日。